# Пеньяско (Нью-Мексико)
Пеньяско (англ. Peñasco) — переписна місцевість (CDP) в США, в окрузі Таос штату Нью-Мексико. Населення — 474 особи (2020).

## Географія
Пеньяско розташоване за координатами 36°10′13″ пн. ш. 105°41′27″ зх. д. / 36.17028° пн. ш. 105.69083° зх. д. (36.170320, -105.690731).  За даними Бюро перепису населення США в 2010 році переписна місцевість мала площу 3,15 км², уся площа — суходіл.

## Демографія
Згідно з переписом 2010 року, у переписній місцевості мешкало 589 осіб у 246 домогосподарствах у складі 157 родин. Густота населення становила 187 осіб/км².  Було 303 помешкання (96/км²).
Расовий склад населення:
| - 61,0 % — білих - 0,3 % — корінних американців - 0,3 % — чорних або афроамериканців - 31,1 % — осіб інших рас |

До двох чи більше рас належало 7,3 %. Частка іспаномовних становила 90,5 % від усіх жителів.
За віковим діапазоном населення розподілялося таким чином: 25,3 % — особи молодші 18 років, 57,0 % — особи у віці 18—64 років, 17,7 % — особи у віці 65 років та старші. Медіана віку мешканця становила 41,8 року. На 100 осіб жіночої статі у переписній місцевості припадало 92,5 чоловіків;  на 100 жінок у віці від 18 років та старших — 91,3 чоловіків також старших 18 років.
Середній дохід на одне домашнє господарство  становив 39 911 долар США (медіана — 30 833), а середній дохід на одну сім'ю — 43 341 долар (медіана — 36 250). Медіана доходів становила 38 750 доларів для чоловіків та 35 417 доларів для жінок. За межею бідності перебувало 28,1 % осіб, у тому числі 40,0 % дітей у віці до 18 років та 20,8 % осіб у віці 65 років та старших.
Цивільне працевлаштоване населення становило 182 особи. Основні галузі зайнятості: освіта, охорона здоров'я та соціальна допомога — 47,3 %, науковці, спеціалісти, менеджери — 12,6 %, мистецтво, розваги та відпочинок — 10,4 %.